# Kurt Schwarz (Landrat)
Kurt Schwarz (* 28. August 1887 in Augsburg; † 6. August 1973 in Bayreuth) war ein deutscher Landrat.

## Leben
Kurt Schwarz leistete nach dem Abitur am humanistischen St. Anna-Gymnasium in Augsburg zunächst seinen Militärdienst als Einjährig-Freiwilliger, um dann in den Jahren von 1906 bis 1907 an philosophischen Studien am Lyzeum Augsburg teilzunehmen und im Anschluss daran ein Studium der Rechtswissenschaften an der Ludwig-Maximilians-Universität München, der Humboldt-Universität zu Berlin und der Friedrich-Alexander-Universität Erlangen-Nürnberg zu absolvieren. Seit dem Studium war er Mitglied der Studentenverbindung Akademischer Gesangverein München im SV. Nach der ersten juristischen Staatsprüfung im Jahre 1910 folgte der dreijährige Vorbereitungsdienst, den er u. a. beim Amts- und Landgericht Augsburg, beim Bezirksamt Augsburg und bei der Stadtverwaltung München leistete. Das Große juristische Staatsexamen legte er 1913 ab. Er musste vom 2. August 1914 an Kriegsdienst leisten und wurde mehrmals verwundet.
Während einer Behandlung im Lazarett am 28. Juni 1915 promovierte er bei Professor Robert Piloty mit der Dissertation „Rechtliche Fürsorge für die von Jugend an körperlich Gebrechlichen mit besonderer Berücksichtigung Bayerns“ zum Dr. jur. Im Januar 1917 wurde Schwarz Akzessist bei der Regierung von Oberbayern und dabei zur Aushilfe bei der Landesstelle für Kriegsinvalidenfürsorge abgeordnet und 1918 zur Dienstleistung beim Reichsausschuss der Kriegsbeschädigtenfürsorge beurlaubt. 1921 wurde er Regierungsrat bei der Landeshauptfürsorgestelle und 1927 in gleicher Funktion im Staatsministerium für soziale Fürsorge. Er wechselte in die Kommunalverwaltung und wurde am 1. September 1934 zum Bezirksamtsvorstand (ab 1939 Landrat) des Bezirksamtes Bayreuth (ab 1939 Landkreis Bayreuth) ernannt. Von Mai 1943 an war er zugleich mit der Wahrnehmung der Geschäfte des Landrats in Pegnitz beauftragt. Im Mai 1945 wurde er seiner Ämter enthoben, bis zum 21. August 1946 interniert und im Entnazifizierungsverfahren am 19. März 1948 durch die Spruchkammer Bayreuth als Mitläufer eingestuft. So konnte er beim evangelischen Hilfswerk als Schreibkraft arbeiten und im Juni 1948 als Angestellter beim Landratsamt Stadtsteinach anfangen. Am 3. August 1949 wurde er Oberregierungsrat bei der Regierung von Oberfranken, wo er zum 1. September 1952 in den Ruhestand verabschiedet wurde.
Schwarz war zum 1. Mai 1935 in die NSDAP (Mitgliedsnummer 3.668.620) eingetreten.